# Sobór św. Michała Archanioła w Czerkasach

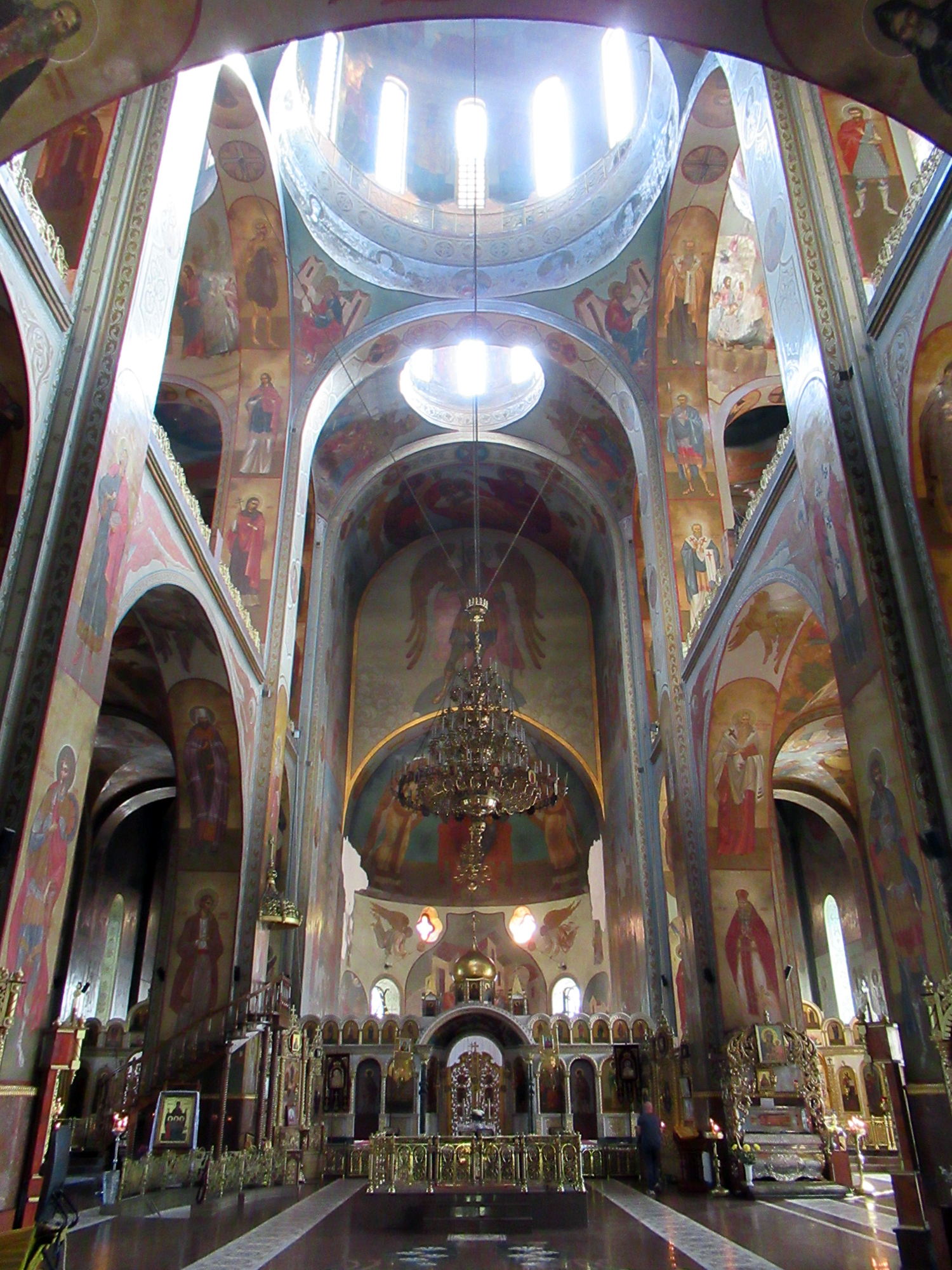
Wnętrze (2019)

Sobór św. Michała Archanioła – prawosławny sobór w Czerkasach, największa cerkiew na Ukrainie. Od momentu konsekracji do października 2024 r. funkcjonował w jurysdykcji eparchii czerkaskiej Ukraińskiego Kościoła Prawosławnego Patriarchatu Moskiewskiego, następnie przeszedł w ręce Kościoła Prawosławnego Ukrainy.

## Historia

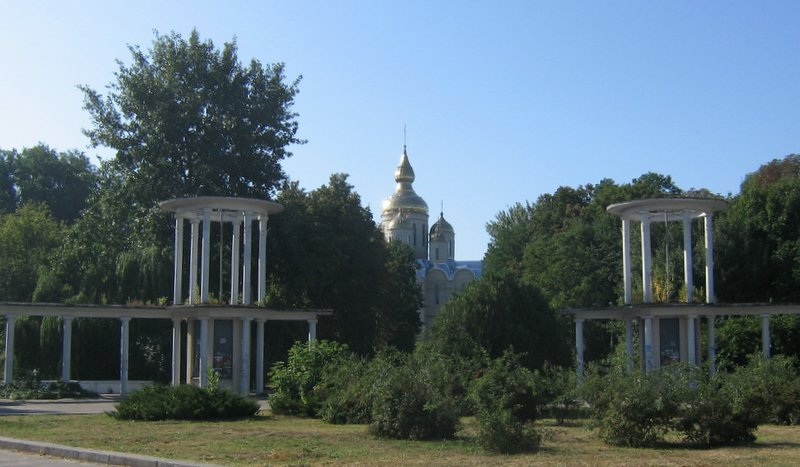
Park Soborowy w Czerkasach, w głębi sobór św. Michała Archanioła

W ZSRR w Czerkasach zniszczone zostały wszystkie cerkwie oprócz niewielkiej świątyni Narodzenia Matki Bożej. Starania na rzecz budowy soboru rozpoczęte zostały w 1992. Jako miejsce pod budowę wybrano Park Pierwszomajowy, urządzony na miejscu zlikwidowanego cmentarza i zniszczonej cerkwi św. Mikołaja. Autorem projektu świątyni był arcybiskup czerkaski i kaniowski Sofroniusz. Budowa soboru rozpoczęła się w 1994 i trwała do 2000, w ciągu kolejnych dwóch lat miały miejsce prace nad dekoracją obiektu. Poświęcenie obiektu miało miejsce w 2002.
Sobór jest największą prawosławną budowlą sakralną na terytorium Ukrainy, o łącznej wysokości 74 metrów, szerokości 54 metrów i długości 58 m. Równocześnie w nabożeństwie w nim może brać udział 12 tys. wiernych.
W sąsiedztwie świątyni znajduje się pomnik upamiętniający ofiary prześladowania Cerkwi w Związku Radzieckim, przedstawiający kapłana nad zniszczonym dzwonem.
W 2024 r. sobór przeszedł w jurysdykcję Kościoła Prawosławnego Ukrainy.